# Anisomysis chessi
Anisomysis chessi är en kräftdjursart som beskrevs av Murano 1983. Anisomysis chessi ingår i släktet Anisomysis och familjen Mysidae. Inga underarter finns listade i Catalogue of Life.